# 닛산 아틀라스
닛산 아틀라스(영어: Nissan Atlas, 일본어: 日産・アトラス)는 일본 닛산 자동차가 만든 소형 및 중형 트럭 차량으로 1981년에 최초로 출시했으며, 이 중 F23형은 삼성 야무진의 베이스 모델이 되었다.

## 1세대

### 아틀라스(1981년12월~1991년)
일본에선 H40 시리즈가 1981년 12월부터 생산했고, F22 시리즈는 1982년 2월에 출시됐다.

## 2세대

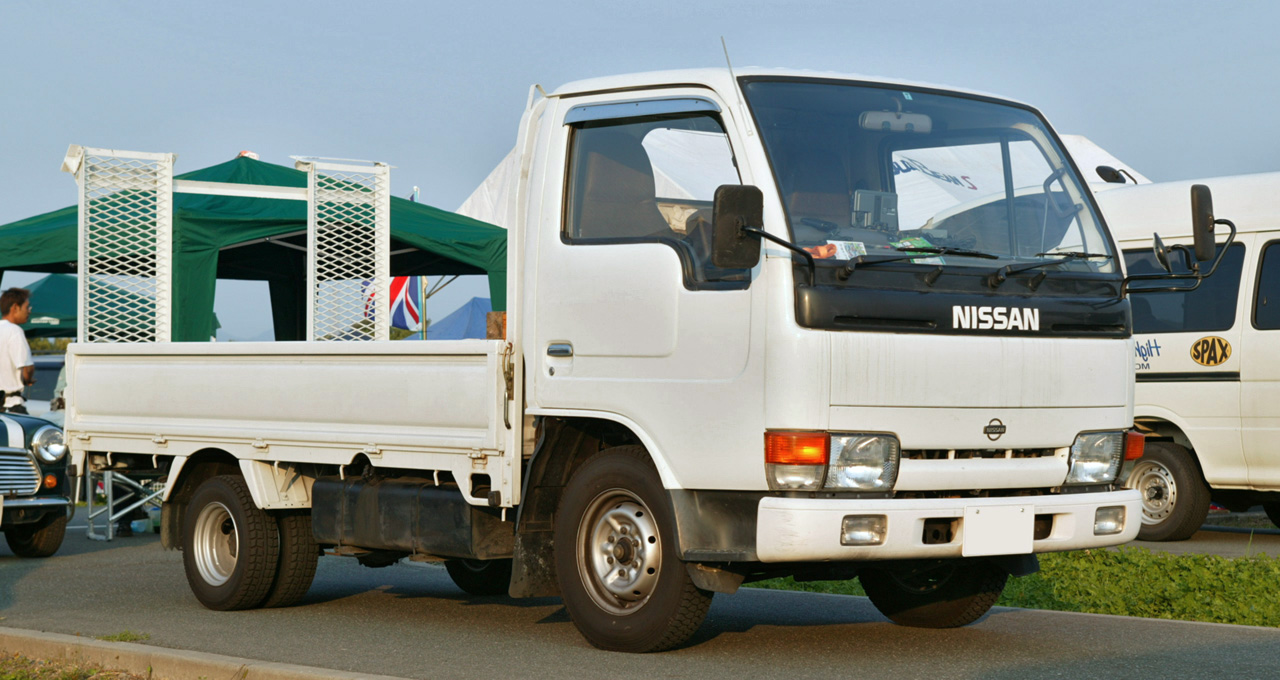
닛산 아틀라스 10계 F23형

일본에선 1991년에 H41가 출시하였다.
대한민국에선 삼성상용차에서 F23 버전을 들여와 "삼성 SV110"이라는 차명으로 판매되었고, 1999년에는 "삼성 야무진"이라는 이름으로 변경되었다.

## 3세대

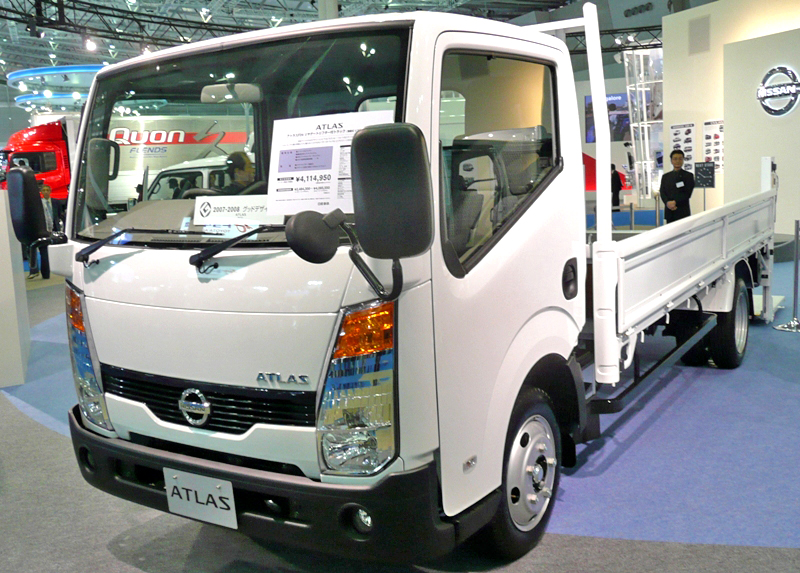
닛산 아틀라스 3세대 F24형

2007년 출시하였다.